# Trentepohlia nigrescens
Trentepohlia nigrescens là một loài ruồi trong họ Limoniidae. Chúng phân bố ở miền Australasia.